# AMD Radeon HD 7000
AMD Radeon HD 7000 je řada grafických karet postavená na jádře AMD GCN (anglicky Graphics Core Next) společnosti AMD, která byla představena 22. prosince 2011 s dostupností prvních modelů Radeonu HD 7970 9. ledna 2012. Podporuje rozhraní PCI-E 3.0 16x a API DirectX 11.1, DirectCompute 11.1, Shader model 5, OpenGL 4.1, OpenCL 2.0 a Mantle. Jména pro grafické karty se volí podle vzoru Radeon HD 7xx0, například HD 7750, HD 7850, HD 7870, atd.

## GPU
Grafické jádro je postaveno na nové architektuře GCN, jedná se o revoluční návrh, proto samotné jádro (výpočetní bloky) mají velmi málo společného s 4D nebo dokonce 5D VLIW architekturou. GPU bylo vyvíjenou s ohledem na použití v GPGPU aplikacích a případné akceleraci pomocí výpočtů.
Jádro při vypnutí monitoru pomocí funkce ve Windows spotřebovává pouze 3 W, na rozdíl od starších GPU, které spotřebovávali jako ve 2D režimu.
Doba vývoje nové architektury je už zhruba 5 let.

## K dispozici ovladač zpřístupňující OpenCL 2.0
Dne 24. září 2014 AMD uvolnila ovladač pro 64bitový operační systém Linux a 64bitový operační systém Windows 8.1, zpřístupňující jednotkám GPU s architekturou GCN funkce významného OpenCL 2.0.

## Modely GCN

### Specifikace
- 1 Zařazení je bráno v době vydání nebo po dobu kdy nebylo nic novějšího.
- 2 Rozděleno na počet SM bloků v jádru, počet Shader jednotek v jednom SM bloku a počet jednotek v jedné Shader jednotce.
- 3 Výkon je vztažen na základní a následně na max. frekvenci při 2 hodnotách.
- Tabulka obsahuje následující reference [4]

| Připojitelné rozhraní | Podpora API | Podpora API   | Podpora API  | Podpora API | Podpora API | Jádro        | Jádro     |
| Připojitelné rozhraní | DirectX     | DirectCompute | Shader model | OpenGL      | OpenCL      | Hardware T&L | SM bloky2 |
| Připojitelné rozhraní | DirectX     | DirectCompute | Shader model | OpenGL      | OpenCL      | Hardware T&L | Jednotek  |
| --------------------- | ----------- | ------------- | ------------ | ----------- | ----------- | ------------ | --------- |
| PCIe 3.0 x16          | 11.1        | 11.1          | 5            | 4.1         | 2.0         | Ano          | 16D       |

| Název čipu | Název čipu | Vydáno         | Modely karet   | Část trhu 1 | Jádro       | Jádro       | Jádro                       | Jádro              | Jádro     | Jádro     | Jádro        | Jádro        | Jádro    | Jádro    | Jádro     | Jádro    | Jádro   | Jádro    | Jádro          | Frekvence (MHz) | Frekvence (MHz) | Frekvence (MHz) | Frekvence (MHz) | Výkon3              | Výkon3              | Výkon3              | Výkon3              | Výkon3              | Výkon3              | Výkon3         | Výkon3         | Výkon3       | Výkon3       | Výkon3            | Výkon3            | Výkon3                             | Výkon3                             | Paměťová část | Paměťová část | Paměťová část      | Paměťová část        | TDP (W) | TDP (W) | TDP (W) | TDP (W) |
| Název čipu | Název čipu | Vydáno         | Modely karet   | Část trhu 1 | Počet jader | Proces (nm) | Počet tranzistorů (miliard) | Plocha jádra (mm2) | SM bloky2 | SM bloky2 | Shadery      | Shadery      | Shadery  | Shadery  | TMU       | TMU      | ROP     | ROP      | Poměr jednotek | Jádro           | Jádro           | Paměti          | Paměti          | Teoretický (GFLOPS) | Teoretický (GFLOPS) | Teoretický (GFLOPS) | Teoretický (GFLOPS) | Teoretický (GFLOPS) | Teoretický (GFLOPS) | Fillrate       | Fillrate       | Fillrate     | Fillrate     | Fillrate          | Fillrate          | Fillrate                           | Fillrate                           | Paměť (MiB)   | Typ pamětí    | Propustnost (GB/s) | Šířka sběrnice (bit) | Standby | 2D      | 3D      | MAX     |
| Název čipu | Název čipu | Vydáno         | Modely karet   | Část trhu 1 | Počet jader | Proces (nm) | Počet tranzistorů (miliard) | Plocha jádra (mm2) | Počet     | Počet     | GCN jednotek | GCN jednotek | Jednotek | Jednotek | Celkově   | Na jádro | Celkově | Na jádro | Poměr jednotek | Základní        | Max.            | Reálná          | Efektivní       | Single Precision    | Single Precision    | Single Precision    | Double Precision    | Double Precision    | Double Precision    | Texture (GT/s) | Texture (GT/s) | Pixel (GP/s) | Pixel (GP/s) | FP32 Pixel (GP/s) | FP32 Pixel (GP/s) | Propustnost geometrie (Mpolygon/s) | Propustnost geometrie (Mpolygon/s) | Paměť (MiB)   | Typ pamětí    | Propustnost (GB/s) | Šířka sběrnice (bit) | Standby | 2D      | 3D      | MAX     |
| Název čipu | Název čipu | Vydáno         | Modely karet   | Část trhu 1 | Počet jader | Proces (nm) | Počet tranzistorů (miliard) | Plocha jádra (mm2) | Celkově   | Na jádro  | Celkově      | Na jádro     | Celkově  | Na jádro | Celkově   | Na jádro | Celkově | Na jádro | Poměr jednotek | Základní        | Max.            | Reálná          | Efektivní       | Celkově             | Na jádro            | GFLOPS/W            | Celkově             | Na jádro            | GFLOPS/W            | Celkově        | Na jádro       | Celkově      | Na jádro     | Celkově           | Na jádro          | Celkově                            | Na jádro                           | Paměť (MiB)   | Typ pamětí    | Propustnost (GB/s) | Šířka sběrnice (bit) | Standby | 2D      | 3D      | MAX     |
| ---------- | ---------- | -------------- | -------------- | ----------- | ----------- | ----------- | --------------------------- | ------------------ | --------- | --------- | ------------ | ------------ | -------- | -------- | --------- | -------- | ------- | -------- | -------------- | --------------- | --------------- | --------------- | --------------- | ------------------- | ------------------- | ------------------- | ------------------- | ------------------- | ------------------- | -------------- | -------------- | ------------ | ------------ | ----------------- | ----------------- | ---------------------------------- | ---------------------------------- | ------------- | ------------- | ------------------ | -------------------- | ------- | ------- | ------- | ------- |
| Cape Verde | Pro        | 3. května      | HD 7750        | Nižší       | 1           | 28          | 1,5                         | 123                |           |           | 8            | 8            | 512      | 512      | 32        | 32       | 16      | 16       | 3,25:3,25:1    | 900             | -               | 1250            | 5000            | 819,2               | 819,2               |                     |                     |                     |                     |                |                |              |              |                   |                   |                                    |                                    | 1024 2048     | GDDR5         | 80                 | 128                  |         | 10      |         | 55      |
| Cape Verde | XT         | 3. května      | HD 7770        | Nižší       | 1           | 28          | 1,5                         | 123                |           |           | 10           | 10           | 640      | 640      | 40        | 40       | 16      | 16       | 3,5:3,5:1      | 1000            | -               | 1375            | 5500            |                     |                     |                     |                     |                     |                     |                |                |              |              |                   |                   |                                    |                                    | 1024 2048     | GDDR5         | 88                 | 128                  |         |         |         |         |
| Pitcairn   | LE         |                | HD 7790        | Střední     | 1           | 28          | 2,8                         | 245                |           |           | 18           | 18           | 1152     | 1152     | 72        | 72       | 32      | 32       | 3:3:1          | 800             | -               | 1125            | 5000            |                     |                     |                     |                     |                     |                     |                |                |              |              |                   |                   |                                    |                                    | 1024          | GDDR5         | 144                | 256                  |         |         |         |         |
| Pitcairn   | Pro        | HD 7850        |                |             | 1           | 28          | 2,8                         | 245                | 20        | 20        | 1280         | 1280         | 56       | 56       | 3,3:3,3:1 | 860      | 32      | 32       | -              | 1250            | 5000            |                 |                 |                     |                     |                     |                     |                     |                     |                |                |              |              |                   |                   | 1024 2048                          | GDDR5                              | 160           |               |                    | 256                  |         |         |         |         |
| Pitcairn   | XT         | HD 7870        |                |             | 1           | 28          | 2,8                         | 245                | 22        | 22        | 1408         | 1408         | 80       | 80       | 3,5:3,5:1 | 1000     | 32      | 32       | -              | 1375            | 5500            |                 |                 |                     |                     |                     |                     |                     |                     |                |                |              |              |                   |                   | 2048                               | GDDR5                              | 176           |               |                    | 256                  |         |         |         |         |
| Tahiti     | LE         |                | HD 7870XT      | Vyšší       | 1           | 28          | 4,313                       | 365                |           |           | 24           | 24           | 1536     | 1536     | 96        | 96       | 32      | 32       | 3:3:1          | 900             | -               | 1125            | 4500            | 2764,8              | 2764,8              |                     | 691                 | 691                 |                     | 86,4           | 86,4           | 28,8         | 28,8         |                   |                   |                                    |                                    | 1536          | GDDR5         | 216                | 384                  |         |         |         |         |
| Tahiti     | Pro        | 31. ledna 2012 | HD 7950        | Vyšší       | 1           | 28          | 4,313                       | 365                |           |           | 28           | 28           | 1792     | 1792     | 112       | 112      | 32      | 32       | 3,5:3,5:1      | 800             | -               | 1250            | 5000            | 2867,2              | 2867,2              | 14,336              | 717                 | 717                 | 3,585               | 89,6           | 89,6           | 25,6         | 25,6         |                   |                   |                                    |                                    | 1536 3072     | GDDR5         | 240                | 384                  | 3       | 15      |         | 200     |
| Tahiti     | XT         | 9. února 2012  | HD 7970        | Vyšší       | 1           | 28          | 4,313                       | 365                |           |           | 32           | 32           | 2048     | 2048     | 128       | 128      | 32      | 32       | 4:4:1          | 925             | -               | 1375            | 5500            | 3788,8              | 3788,8              | 15,16               | 947                 | 947                 | 3,788               | 118,4          | 118,4          | 29,6         | 29,6         |                   |                   |                                    |                                    | 3072          | GDDR5         | 264                | 384                  | 3       | 15      | 210     | 250     |
| Tahiti     | XT         | N/A            | HD 7970 GHz Ed | Vyšší       | 1           | 28          | 4,313                       | 365                |           |           | 32           | 32           | 2048     | 2048     | 128       | 128      | 32      | 32       | 4:4:1          | 1000            | 1050            | 1500            | 6000            | 4096 4300           | 4096 4300           | -                   | 1023 1075           | 1023 1075           | -                   | 128 134,4      | 128 134,4      | 32 33,6      | 32 33,6      |                   |                   |                                    |                                    | 3072          | GDDR5         | 288                | 384                  | 3       | 15      | -       | 250     |
| Tahiti     | XT         |                | HD 7990        | Nejvyšší    | 2           | 28          | 2× 4313                     | 2× 365             |           |           | 256          | 128          | 4096     | 2048     | 256       | 128      | 64      | 32       | 4:4:1          | 850             | -               | 1250            | 5000            | 6965,4              | 3482,7              |                     | 1740,4              | 870,2               |                     |                |                |              |              |                   |                   |                                    |                                    | 2× 3072       | GDDR5         | 2× 240             | 2× 384               |         |         |         |         |
| Název čipu | Název čipu | Vydáno         | Modely karet   | Část trhu 1 | Počet jader | Proces (nm) | Počet tranzistorů (miliard) | Plocha jádra (mm2) | Celkově   | Na jádro  | Celkově      | Na jádro     | Celkově  | Na jádro | Celkově   | Na jádro | Celkově | Na jádro | Poměr jednotek | Základní        | Max.            | Reálná          | Efektivní       | Celkově             | Na jádro            | GFLOPS/W            | Celkově             | Na jádro            | GFLOPS/W            | Celkově        | Na jádro       | Celkově      | Na jádro     | Celkově           | Na jádro          | Celkově                            | Na jádro                           | Paměť (MiB)   | Typ pamětí    | Propustnost (GB/s) | Šířka sběrnice (bit) | Standby | 2D      | 3D      | MAX     |
| Název čipu | Název čipu | Vydáno         | Modely karet   | Část trhu 1 | Počet jader | Proces (nm) | Počet tranzistorů (miliard) | Plocha jádra (mm2) | Počet     | Počet     | GCN jednotek | GCN jednotek | Jednotek | Jednotek | Celkově   | Na jádro | Celkově | Na jádro | Poměr jednotek | Základní        | Max.            | Reálná          | Efektivní       | Single Precision    | Single Precision    | Single Precision    | Double Precision    | Double Precision    | Double Precision    | Texture (GT/s) | Texture (GT/s) | Pixel (GP/s) | Pixel (GP/s) | FP32 Pixel (GP/s) | FP32 Pixel (GP/s) | Propustnost geometrie (Mpolygon/s) | Propustnost geometrie (Mpolygon/s) | Paměť (MiB)   | Typ pamětí    | Propustnost (GB/s) | Šířka sběrnice (bit) | Standby | 2D      | 3D      | MAX     |
| Název čipu | Název čipu | Vydáno         | Modely karet   | Část trhu 1 | Počet jader | Proces (nm) | Počet tranzistorů (miliard) | Plocha jádra (mm2) | SM bloky2 | SM bloky2 | Shadery      | Shadery      | Shadery  | Shadery  | TMU       | TMU      | ROP     | ROP      | Poměr jednotek | Jádro           | Jádro           | Paměti          | Paměti          | Teoretický (GFLOPS) | Teoretický (GFLOPS) | Teoretický (GFLOPS) | Teoretický (GFLOPS) | Teoretický (GFLOPS) | Teoretický (GFLOPS) | Fillrate       | Fillrate       | Fillrate     | Fillrate     | Fillrate          | Fillrate          | Fillrate                           | Fillrate                           | Paměť (MiB)   | Typ pamětí    | Propustnost (GB/s) | Šířka sběrnice (bit) | Standby | 2D      | 3D      | MAX     |
| Název čipu | Název čipu | Vydáno         | Modely karet   | Část trhu 1 | Jádro       | Jádro       | Jádro                       | Jádro              | Jádro     | Jádro     | Jádro        | Jádro        | Jádro    | Jádro    | Jádro     | Jádro    | Jádro   | Jádro    | Jádro          | Frekvence (MHz) | Frekvence (MHz) | Frekvence (MHz) | Frekvence (MHz) | Výkon3              | Výkon3              | Výkon3              | Výkon3              | Výkon3              | Výkon3              | Výkon3         | Výkon3         | Výkon3       | Výkon3       | Výkon3            | Výkon3            | Výkon3                             | Výkon3                             | Paměťová část | Paměťová část | Paměťová část      | Paměťová část        | TDP (W) | TDP (W) | TDP (W) | TDP (W) |